# Comitatul Cache, Utah
Comitatul Cache este situat  în statul Utah din Statele Unite. Sediul acestuia este Logan. Conform recensământului din anul 2000, populația comitatului a fost de 91.391 de locuitori.